# لمفوما عدوانية

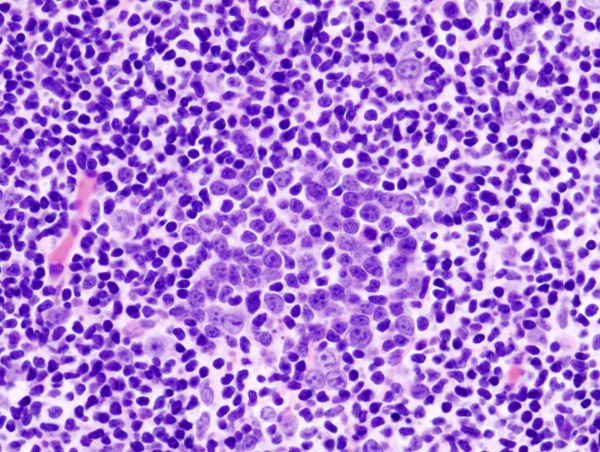

اللمفوما العدوانية هي نوع من اللمفوما ينمو وينتشر بسرعة ويتميز بأعراض شديدة ووخيمة. تظهر بشكل متكرر في المرضى موجبي فيروس نقص المناعة البشري (لمفوما مرتبطة بالإيدز). وتسمى أيضا باللمفوما متوسطة الدرجة واللمفوما عالية الدرجة.

## روابط خارجية
- Aggressive lymphoma entry in the public domain NCI Dictionary of Cancer Terms